# Predella del polittico della Passione
Predella del polittico della Passione sono una serie di dipinti del pittore veronese Paolo Morando (noto anche come il Cavazzola), realizzati con la tecnica della pittura a olio su tavola, e oggi conservati nel Museo di Castelvecchio a Verona.
Originariamente i quattro dipinti componevano la predella del polittico della Passione dello stesso autore che si trovava nella cappella della Croce per la chiesa di san Bernardino a Verona. Prima dell'intervento di Morando, la cappella era affiancata da altre due cappelle: quella di San Francesco e quella di San Bartolomeo, in cui erano presenti tele di Francesco Morone, maestro di Paolo. Nel 1517 Paolo Morando fu incaricato di realizzare cinque tele raffiguranti episodi della Passione di Cristo, destinate a decorare la cappella della famiglia Avanzi, a quel tempo officiata dalla Confraternita della Croce.
La predella è costituita da una serie di santi e beati raffigurati a mezzo busto, in modo estremamente realistico. Tra questi santi vi è San Bernardino e Girolamo Recalchi, predicatore apostolico dei Minori Osservanti, fondatore della confraternita. Anche Francesco Morone e lo stesso Morando ne facevano parte.
Le tavole della predella testimoniano l’eccezionale capacità ritrattistica di Paolo Morando, la quale trova la sua espressione più compiuta nella Pala delle Virtù, negli Astanini e in alcuni dipinti anonimi. Tutte queste opere si collocano negli ultimi cinque o sei anni della vita del pittore, fase culminante di un processo di tumultuosa crescita artistica, tragicamente interrotto dalla sua prematura morte.